# علم رئيس بيلاروسيا
علم رئيس بيلاروسيا (البيلاروسية: Штандар Прэзідэнта Рэспублікі Беларусь) هو العلم الرسمي لرئيس بيلاروسيا. يتم استخدامه في المباني وعلى المركبات للإشارة إلى وجود الرئيس. تم اعتماد المعيار الرئاسي، الذي كان قيد الاستخدام منذ عام 1997، بموجب مرسوم يسمى "بشأن معيار رئيس جمهورية بيلاروسيا".

## التصميم
يعتبر تصميم العلم نسخة طبق الأصل من العلم الوطني، مع إضافة الشعار الوطني البيلاروسي باللونين الذهبي والأحمر. تختلف نسبة المعيار 5:6 عن نسبة العلم الوطني، مما يجعل المعيار مربعًا تقريبًا. العلم الرئاسي محاط بأطراف ذهبية.

## الاستخدام
يتم الاحتفاظ بالنسخة الأصلية من العلم الرئاسي في مكتب الرئيس في قصر الاستقلال. يمكن وضع طبق العلم الرئاسي في قاعات أو غرف قصر الاستقلال أو المساكن الرئاسية إذا كان من المقرر إجراء أي حدث رسمي بحضور الرئيس؛ في أماكن أخرى عندما يقوم رئيس بيلاروسيا بزيارة؛ في قاعة المبنى، حيث تقام أحداث رسمية أو أنواع أخرى من الأحداث بمشاركة رئيس بيلاروسيا؛ وعلى مركبات الرئيس. ويستخدم العلم الرئاسي أيضًا خلال حفل التنصيب.